# Bom Jesus de Goiás
| \| Bom Jesus de Goiás \|               |
| Lage der Kleinstadt Bom Jesus de Goiás |
| Bom Jesus de Goiás                     |

| Bom Jesus de Goiás |

Bom Jesus de Goiás (portugiesisch für „GuterJesus von Goiás“) ist eine politische brasilianische Gemeinde und Kleinstadt im Süden des Bundesstaates Goiás und lag von 1987 bis 2017 in der Mikroregion Meia Ponte. Die Bevölkerung betrug 2010 20.727 Einwohner.

## Geographische Lage
Bom Jesus de Goiás grenzt
- im Norden an Goiatuba
- im Süden an Itumbiara und Inaciolândia
- im Westen an Gouvelândia, Quirinópolis und Castelândia

Die Gemeinde liegt zwischen dem Rio Meia Ponte im Osten und dem Rio dos Bois im Westen, beides rechte Zuflüsse in den Rio Paranaíba.

## Söhne und Töchter der Stadt
- Lucas Silva (* 1993), Fußballspieler